# Serrat Roig (Sagàs)
El Serrat Roig és una muntanya de 696 metres que es troba al municipi de Sagàs, a la comarca catalana del Berguedà.